# Maxim-Tokarev
 (août 2024).
La mise en forme du texte ne suit pas les recommandations de Wikipédia : il faut le « wikifier ».
Les points d'amélioration suivants sont les cas les plus fréquents. Le détail des points à revoir est peut-être précisé sur la page de discussion.
- Les titres sont pré-formatés par le logiciel. Ils ne sont ni en capitales, ni en gras.
- Le texte ne doit pas être écrit en capitales (les noms de famille non plus), ni en gras, ni en italique, ni en « petit »…
- Le gras n'est utilisé que pour surligner le titre de l'article dans l'introduction, une seule fois.
- L'italique est rarement utilisé : mots en langue étrangère, titres d'œuvres, noms de bateaux, etc.
- Les citations ne sont pas en italique mais en corps de texte normal. Elles sont entourées par des guillemets français : « et ».
- Les listes à puces sont à éviter, des paragraphes rédigés étant largement préférés. Les tableaux sont à réserver à la présentation de données structurées (résultats, etc.).
- Les appels de note de bas de page (petits chiffres en exposant, introduits par l'outil «  Source ») sont à placer entre la fin de phrase et le point final[comme ça].
- Les liens internes (vers d'autres articles de Wikipédia) sont à choisir avec parcimonie. Créez des liens vers des articles approfondissant le sujet. Les termes génériques sans rapport avec le sujet sont à éviter, ainsi que les répétitions de liens vers un même terme.
- Les liens externes sont à placer uniquement dans une section « Liens externes », à la fin de l'article. Ces liens sont à choisir avec parcimonie suivant les règles définies. Si un lien sert de source à l'article, son insertion dans le texte est à faire par les notes de bas de page.
- La présentation des références doit suivre les conventions bibliographiques. Il est recommandé d'utiliser les modèles {{Ouvrage}}, {{Chapitre}}, {{Article}}, {{Lien web}} et/ou {{Bibliographie}}. Le mode d'édition visuel peut mettre en forme automatiquement les références.
- Insérer une infobox (cadre d'informations à droite) n'est pas obligatoire pour parachever la mise en page.

Pour une aide détaillée, merci de consulter Aide:Wikification.
Si vous pensez que ces points ont été résolus, vous pouvez retirer ce bandeau et améliorer la mise en forme d'un autre article.
La Maxim-Tokarev est la première mitrailleuse légère soviétique, développée à partir de la mitrailleuse Maxim russe PM1910 par Fiodor Tokarev.

## Histoire
Pendant la Première Guerre mondiale et la guerre civile russe, l'armée russe est équipée de mitrailleuses légères de fabrication étrangère, principalement Lewis britannique, Chauchat et Hotchkiss française . Dans les années 1920, ces armes commencent à souffrir d'un manque de performance, en raison de l'isolement diplomatique international de l'Union soviétique. En effet, ni les pièces de rechange ni les munitions ne peuvent être facilement obtenues pour ces armes.
En 1923, le programme d'urgence du GAU est lancé pour équiper l'Armée rouge d'une mitrailleuse légère chambrée avec le calibre standard de 7,62 × 54 mm R.
Le premier projet soumis fut le Maxim-Kolesnikov, conçu par Ivan Nikolaevich Kolesnikov à l'usine d'armes de Kovrov, suivi peu après par le Maxim-Tokarev, conçu par Fedor Vasilievich Tokarev à l'arsenal de Toula, cette fois-ci. Lors des essais sur le terrain menés au début de 1925, le modèle de Tokarev s'avère supérieur. Il est adopté le 26 mai.
Des 2 500 canons Maxim-Tokarev produits par l'usine d'armement de Toula (TOZ) en 1926-1927, 1 400 sont fournis à la Chine entre 1938 et 1939 dans le cadre du programme d'aide sino-soviétique. Le reste est envoyé aux forces républicaines pendant la guerre civile espagnole  Il est ensuite remplacé dans le service soviétique par la Degtiarev DP 28P beaucoup plus léger.

## Structure
Une analyse de l'armée américaine mentionne que « Tokarev s'est sans doute inspiré à la fois du Parabellum allemand et du Vickers britannique. La disposition de la détente et de la crosse d'épaule ressemble beaucoup à celle illustrée dans le brevet américain n° 942167, qui a été accordé en 1909 à Dawson et Buckham, cédants de Vickers . »
La chemise d'eau du Maxim M1910 est abandonnée et remplacée par une fine chemise en acier perforé. Le canon a été raccourci et allégé de 2.1 kg (4 lb 10 oz)  de 1.7 kg (3 lb 12 oz). Un mécanisme permettant de changer le canon en fonction des conditions de terrain est fourni. Les poignées de bêche sont remplacées par une crosse de type fusil et la gâchette du pouce a été remplacée par une gâchette de type fusil. Un bipied pliable avec pieds tubulaires est fixé à la chemise du canon.
Le système d'alimentation par ceinture en toile était le même que sur les pistolets PM M1910, sauf que la capacité de la ceinture standard était réduite à 100 cartouches. Les ceintures de 100 cartouches étaient généralement transportées dans des conteneurs séparés de type tambour, inspirés du MG 08/15 allemand. Le canon est rayé 4 fois à droite en 240 mm (9,448818888 po).

## Utilisateurs
- Union soviétique
- République de Chine (1912-1949)
- République populaire de Chine[7]
- Corée du Nord[7]
- République espagnole (1931 – 1939)